# Governo da Rússia
O Governo da Federação Russa (em russo:  Правительство Российской Федерации) é órgão do Poder Executivo na Federação Russa e integra o Primeiro-Ministro, os Vice-Primeiros-Ministros e os Ministros federais. A sede oficial do Governo fica localizada na Casa Branca, em Moscou, e é o responsável pelos interesses da Administração Federal em todo território nacional. O meio de comunicação oficial é a Rossijskaja Gazeta. O atual Governo da Rússia é presidido desde 16 de janeiro de 2020 por Mikhail Mišustin.
De acordo com a emenda de 1991 à constituição de 1978, o Presidente da Rússia era o chefe do poder executivo e chefiava o Conselho de Ministros da Rússia. De acordo com a atual constituição de 1993, o Presidente não faz parte do Governo da Rússia, que exerce o Poder Executivo. No entanto, o Presidente nomeia o Primeiro-Ministro.

## Gabinete de Governo

### Composição
Gabinete de Mikhail Mishustin (16 de Janeiro de 2020):
| Posição | Ministro               |
| --- | ---------------------- |
| Primeiro-Ministro                                                                                              | Mikhail Mishustin      |
| Primeiro Vice-Primeiro-Ministro para as Finanças, Economia e Projetos Nacionais                                | Andrei Belousov        |
| Vice-Primeiro-Ministro para o Complexo Agro-Industrial, Recursos Naturais e Ecologia                           | Victoria Abramchenko   |
| Vice-Primeiro-Ministro - Chefe do Gabinete do Governo                                                          | Dmitri Grigorenko      |
| Vice-Primeiro Ministro da Construção e Desenvolvimento Regional                                                | Marat Khusnullin       |
| Vice-Primeiro-Ministro para a Integração da Eurásia, cooperação com a CEI, BRICS, G20 e Eventos Internacionais | Alexei Overchuk        |
| Vice-Primeiro-Ministro para o Complexo de Combustível-Energia                                                  | Alexandre Novak        |
| Vice-Primeiro-Ministro para a Defesa e Indústria Espacial                                                      | Denis Manturov         |
| Vice-Primeiro-Ministro – Enviado Presidencial ao Distrito Federal do Extremo Oriente                           | Yuri Trutnev           |
| Vice-Primeiro-Ministro para a Política Social                                                                  | Tatiana Golikova       |
| Vice-Primeiro-Ministro do Turismo, Desporto, Cultura e Comunicações                                            | Dmitri Chernishenko    |
| Ministro da Agricultura                                                                                        | Dmitri Patrushev       |
| Ministro do Desenvolvimento Digital, Comunicações e Meios de Comunicação de Massa                              | Maxut Shadaiev         |
| Ministro da Construção, Habitação e Serviços Públicos                                                          | Irek Faizullin         |
| Ministro da Cultura                                                                                            | Olga Liubimova         |
| Ministro da Defesa                                                                                             | Sergei Shoigu          |
| Ministro para o Desenvolvimento do Extremo Oriente Russo e Ártico                                              | Aleksei Chekunkov      |
| Ministro do Desenvolvimento Econômico                                                                          | Maxim Reshetnikov      |
| Ministro da Educação                                                                                           | Serguei Kravtsov       |
| Ministro das Situações de Emergência                                                                           | Aleksandr Kurenkov     |
| Ministro da Energia                                                                                            | Nikolai Shulginov      |
| Ministro de Finanças                                                                                           | Anton Siluanov         |
| Ministro de Relações Exteriores                                                                                | Serguei Lavrov         |
| Ministro da Saúde                                                                                              | Mikhail Murashko       |
| Ministro da Indústria e Comércio                                                                               | Denis Manturov         |
| Ministro de Assuntos Internos                                                                                  | Vladimir Kolokoltsev   |
| Ministro da Justiça                                                                                            | Constantine Chuichenko |
| Ministro do Trabalho e Proteção Social                                                                         | Anton Kotiakov         |
| Ministro dos Recursos Naturais e Ecologia                                                                      | Alexandre Kozlov       |
| Ministro da Ciência e Ensino Superior                                                                          | Valeri Falkov          |
| Ministro do Esporte                                                                                            | Oleg Matitsin          |
| Ministro dos transportes                                                                                       | Vitali Saveliev        |